# Patamorphose ou le Désespoir du peintre

Patamorphose ou le Désespoir du peintre est un film d'animation humoristique français, réalisé par Michel Boschet et André Martin en 1960.

## Synopsis
Devant son chevalet installé sur une terrasse du jardin du Luxembourg, un peintre amateur est au travail. Son objectif : reproduire sur sa toile le palais du Luxembourg. Mais voilà qui est plus facile à dire qu'à faire et pour dompter son pinceau et ses couleurs rétifs, il entreprend  de représenter son sujet de vingt façons différentes, en utilisant les différents procédés techniques utilisés dans les films d'animation.  

## Fiche technique
- Réalisation et scénario : Michel Boschet et André Martin
- Musique : Geneviève Martin
- Animation : Jacques Leroux, Michel Roudevitch
- Montage : Suzanne Gaveau
- Producteur : Roger Leenhardt
- Société de production : les Films Roger Leenhardt
- Langue : français
- Format : 35 mm (positif et négatif), 1 x 1.37, son mono, Eastmancolor
- Genre : animation
- Durée : 12 minutes
- Date de sortie :
  - France : décembre 1960 (Journées Internationales du Court Métrage de Tours)

## Lieux de tournage
- Jardin du Luxembourg, 2 rue Auguste Comte, Paris 6°
- Palais du Luxembourg, 15 rue de Vaugirard, Paris 6°

## Distinction
- Mention spéciale aux Journées internationales du court métrage de Tours 1960.